# ماسيج فرانز
ماسيج فرانز (بالبولندية: Maciej Franz)‏ هو مؤرخ بولندي، ولد في 1969 في تورون في بولندا.